# فيفيان اسيى
فيفيان اسيى (مواليد 20 نوفمبر 1993) هي لاعبة كرة قدم فرنسية تلعب في مركز الوسط المهاجم في نادي بايرن ميونخ.

## روابط خارجية
- فيفيان اسيى على موقع الاتحاد الدولي (مؤرشف)  (الإنجليزية)
- فيفيان اسيى على موقع الاتحاد الأوربي (الإنجليزية)
- فيفيان اسيى على موقع قاعدة بيانات كرة القدم.إي يو (الإنجليزية)
- فيفيان اسيى على موقع ليكيب (الفرنسية)
- فيفيان اسيى على موقع Soccerway.com (الإنجليزية)